# Polexit

Ubicación geográfica de Polonia en la Unión Europea

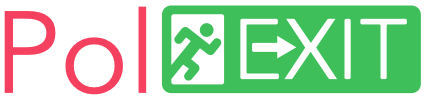
Logo de un partido político polaco partidario del Polexit.

El Polexit es un neologismo construido con el acrónimo entre las palabras  «Polonia» y «exit» o salida en inglés, para referirse a un posible retiro de la Unión Europea por parte de Polonia, Estado miembro de dicha organización desde 2004. El término Polexit se inspira en el ya conocido fenómeno del Brexit, término con el que se hace referencia a la salida del Reino Unido de la UE. Algunos medios utilizan la variación «Poexit».

## Historia
Poco después del Brexit, los medios internacionales han especulado sobre el tema de un eventual «Polexit». En 2019, la Corte Suprema de Polonia advirtió que las reformas judiciales podían conducir al abandono de la UE por parte del país. El 22 de noviembre de 2020, Do Rzeczy, un periódico calificado por algunos como de extrema derecha, cercano al partido conservador Ley y Justicia, publicó un artículo en primera plana titulado «Polexit: tenemos derecho a hablar de ello». Por su parte, el partido de derecha Confederación de Libertad e Independencia ha pedido directamente la retirada de Polonia de la Unión Europea en varias ocasiones.
En 2021, el Tribunal Constitucional polaco dictaminó que algunas leyes de la UE son incompatibles con su constitución, a pesar de que la prevalencia de las normas europeas sobre las nacionales es un principio fundamental de la condición de país miembro de la unión política y económica europea.

## Opinión pública
En una encuesta de enero de 2020, se estableció que el 89 % de los polacos manifestó que Polonia debe permanecer en la UE, mientras que un 6 % dijo que el país debía abandonar la unión. Otra encuesta, de noviembre de 2020, confirmó que el 87 % de los polacos piensa que Polonia debe permanecer como miembro de la UE, mientras que el 8 por ciento de ellos cree que Polonia debería abandonar la UE, mientras que otro 5 por ciento no opinó. En una encuesta posterior, y ante la pregunta de si creían necesaria la celebración de un referéndum sobre la permanencia de Polonia dentro de la UE, un 41% de los polacos respondió que debería realizarse tal referéndum, en tanto el 22 % votaría a favor de irse.